# Patriarche latin de Constantinople

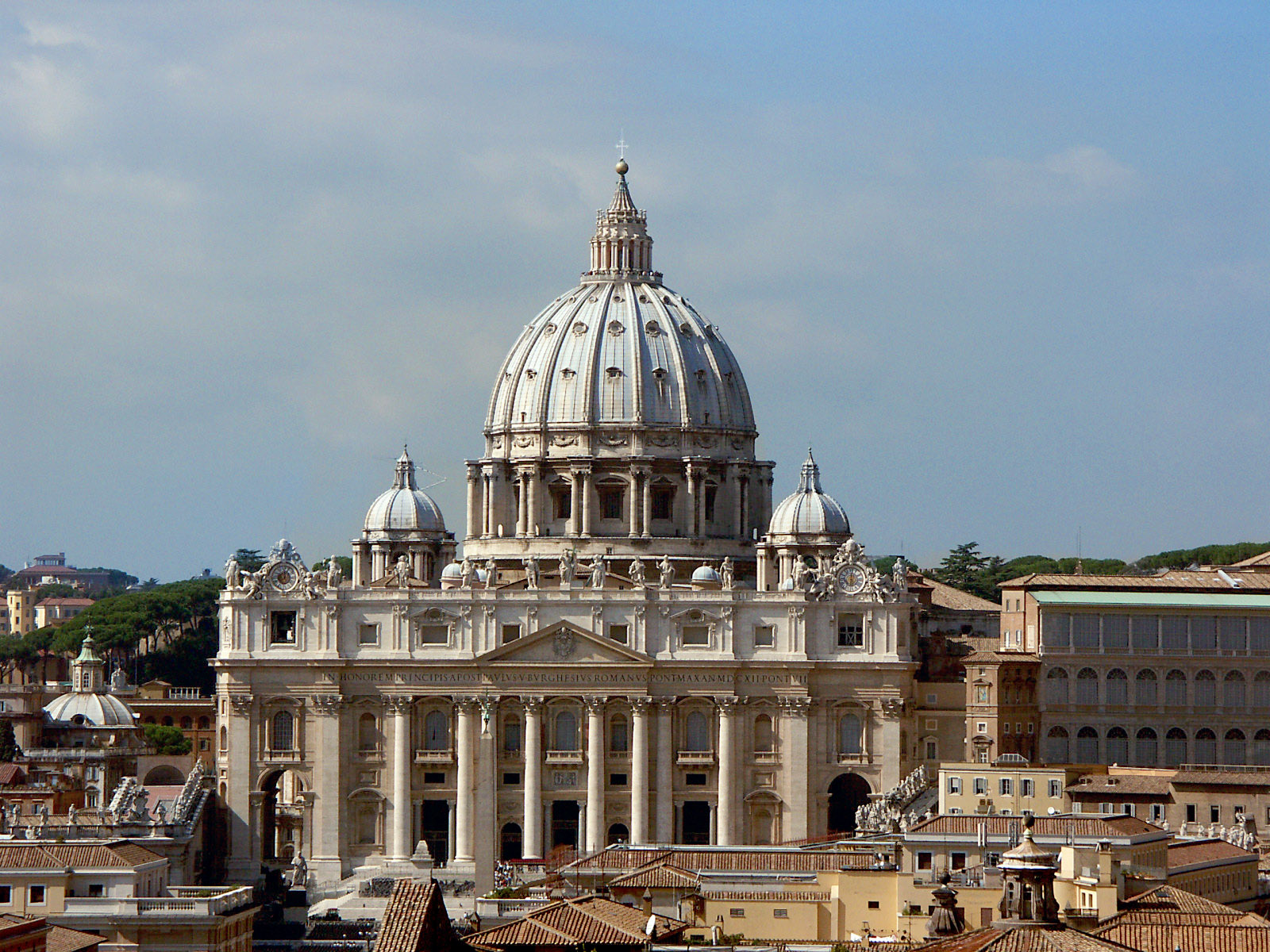
La basilique Saint-Pierre, siège du patriarche latin de Constantinople à Rome

Le titre de patriarche latin de Constantinople fut créé par l'Église catholique romaine en 1204 lors des Croisades et fut supprimé en 1964.

## Histoire

### Période des Croisades
En 1204, la IVe croisade manœuvrée par ses créanciers vénitiens, se détourna de la Terre sainte et s'en prit à Constantinople, capitale de l'Empire byzantin, alors agité par une affaire d'usurpation.
Après de nombreuses péripéties, l'empereur et le patriarche orthodoxe (de langue grecque) furent chassés de Constantinople. Les Croisés leur substituèrent un empereur (Baudouin de Flandre) et un patriarche (Tommaso Morosini) dits Latins (par opposition aux Grecs). Le pape Innocent III, après avoir protesté en vain et excommunié les Vénitiens, finit par entériner l'état de fait. 
Après la reprise de Constantinople par les Byzantins en 1261, le patriarche se réfugia dans les territoires encore tenus par les Latins. En février 1314, le pape Clément V unit le siège patriarcal à l'évêché de Négrepont, en Eubée, qui devint ainsi le diocèse patriarcal. 
Par la suite, le titre de patriarche latin de Constantinople devint purement honorifique, à Rome (in partibus).

### Période moderne
La basilique Saint-Pierre fut le siège du patriarche latin de Constantinople à Rome. En 1964, dans le cadre du rapprochement œcuméniques avec les églises orthodoxes, le Vatican décida de la suppression de ce titre, de toute façon sans titulaire depuis 1948.